# Roberto Ríos
Roberto Ríos Patus (ur. 8 października 1971 w Bilbao) – hiszpański piłkarz grający na pozycji środkowego obrońcy. W swojej karierze 11 razy wystąpił w reprezentacji Hiszpanii.

## Kariera klubowa
Karierę piłkarską Ríos rozpoczął w klubie Real Betis. W latach 1991–1992 grał w rezerwach Betisu. W 1992 roku został zawodnikiem pierwszego zespołu Betisu. Zadebiutował w nim w Segunda División i z czasem stał się podstawowym zawodnikiem zespołu. W 1994 roku awansował z Betisem do Primera División. W pierwszej lidze zadebiutował 3 września 1994 w zremisowanym 0:0 wyjazdowym spotkaniu z CD Logroñés. W Betisie grał do końca sezonu 1996/1997.
Latem 1997 roku Ríos przeszedł z Betisu do Athletic Bilbao za 2 miliardy peset. W Athletic Bilbao zadebiutował 30 sierpnia 1997 roku w przegranym 1:3 domowym spotkaniu z Espanyolem Barcelona. W sezonie 1997/1998 wywalczył z baskijskim klubem wicemistrzostwo Hiszpanii, a jesienią 1998 wystąpił w fazie grupowej Ligi Mistrzów. W latach 1999–2002 grał w małej liczbie meczów w lidze, głównie z powodu kontuzji. Latem 2002 odszedł z Athletic, jednak do stycznia 2003 nie znalazł nowego klubu i zakończył karierę piłkarską.
| Sezon   | Klub            | Kraj      | Rozgrywki          | Mecze | Bramki |
| ------- | --------------- | --------- | ------------------ | ----- | ------ |
| 1991/92 | Real Betis B    | Hiszpania | Segunda División B | ?     | ?      |
| 1992/93 | Real Betis      | Hiszpania | Segunda División   | 24    | 0      |
| 1993/94 | Real Betis      | Hiszpania | Segunda División   | 19    | 0      |
| 1994/95 | Real Betis      | Hiszpania | Primera División   | 24    | 2      |
| 1995/96 | Real Betis      | Hiszpania | Primera División   | 11    | 0      |
| 1996/97 | Real Betis      | Hiszpania | Primera División   | 36    | 3      |
| 1997/98 | Athletic Bilbao | Hiszpania | Primera División   | 32    | 2      |
| 1998/99 | Athletic Bilbao | Hiszpania | Primera División   | 19    | 1      |
| 1999/00 | Athletic Bilbao | Hiszpania | Primera División   | 6     | 0      |
| 2000/01 | Athletic Bilbao | Hiszpania | Primera División   | 17    | 1      |
| 2001/02 | Athletic Bilbao | Hiszpania | Primera División   | 4     | 0      |

## Kariera reprezentacyjna
W reprezentacji Hiszpanii Ríos zadebiutował 9 października 1996 roku w zremisowanym 0:0 spotkaniu eliminacji do MŚ 1998 z Czechami. Był podstawowym zawodnikiem Hiszpanii w tych eliminacjach, jednak na Mistrzostwa Świata we Francji nie pojechał. Od 1996 do 1998 roku rozegrał w kadrze narodowej 11 mecczów. Grał też w reprezentacji U-19 i U-21 oraz w reprezentacji Kraju Basków.
| Mecze i gole w reprezentacji | Mecze i gole w reprezentacji | Mecze i gole w reprezentacji      | Mecze i gole w reprezentacji | Mecze i gole w reprezentacji | Mecze i gole w reprezentacji | Mecze i gole w reprezentacji |
| #                            | Data                         | Stadion                           | Rywal                        | Wynik                        | Gol                          | Rozgrywki                    |
| 1996                         | 1996                         | 1996                              | 1996                         | 1996                         | 1996                         | 1996                         |
| ---------------------------- | ---------------------------- | --------------------------------- | ---------------------------- | ---------------------------- | ---------------------------- | ---------------------------- |
| 1.                           | 09.10.1996                   | Praga, Czechy                     | Czechy                       | 0:0                          | 0                            | el. MŚ 1998                  |
| 2.                           | 13.11.1996                   | Santa Cruz de Tenerife, Hiszpania | Słowacja                     | 4:1                          | 0                            | el. MŚ 1998                  |
| 3.                           | 14.12.1996                   | Walencja, Hiszpania               | Jugosławia                   | 2:0                          | 0                            | el. MŚ 1998                  |
| 4.                           | 18.12.1996                   | Valletta, Malta                   | Malta                        | 3:0                          | 0                            | el. MŚ 1998                  |
| 1997                         |                              |                                   |                              |                              |                              |                              |
| 5.                           | 12.02.1997                   | Alicante, Hiszpania               | Malta                        | 4:0                          | 0                            | el. MŚ 1998                  |
| 6.                           | 30.04.1997                   | Belgrad, Jugosławia               | Jugosławia                   | 1:1                          | 0                            | el. MŚ 1998                  |
| 7.                           | 08.06.1997                   | Valladolid, Hiszpania             | Czechy                       | 1:0                          | 0                            | el. MŚ 1998                  |
| 8.                           | 24.09.1997                   | Bratysława, Słowacja              | Słowacja                     | 2:1                          | 0                            | el. MŚ 1998                  |
| 9.                           | 19.11.1997                   | Palma de Mallorca, Hiszpania      | Rumunia                      | 1:1                          | 0                            | towarzyski                   |
| 1998                         |                              |                                   |                              |                              |                              |                              |
| 10.                          | 28.01.1998                   | Paryż, Francja                    | Francja                      | 0:1                          | 0                            | towarzyski                   |
| 11.                          | 25.03.1998                   | Vigo, Hiszpania                   | Szwecja                      | 4:0                          | 0                            | towarzyski                   |